# Louis-François Ripault de La Cathelinière
Louis-François Ripault de La Cathelinière   (Frossay, 19 d'agost de 1768 - Nantes, 2 de març de 1794) guillotinat a Nantes el 1794, era un militar francès i un oficial de la Vendée.

## Biografia
Procedent del país de Retz, La Cathelinière es va apoderar de Port-Saint-Père en començar la revolta de La Vendée.
Va participar en la Batalla de Pornic i a la Batalla de Machecoul.
Tot i que teòricament posat a les ordres de Charette, La Cathelinière va lluitar gairebé de manera independent i fins i tot es va proclamar general de l'Exèrcit Catòlic i Reial del país de Retz.
El 1794, La Cathelinière va ser colpejat i ferit al bosc de Princé per les tropes del general Haxo. Capturat a la seva casa pels republicans el 28 de febrer, va ser dut a Nantes on va morir guillotinat el març de 1794.

## Vistes contemporànies
| « | <"M. de La Cathelinière […] potser no era tan cruel com es creia generalment; Mai el vaig veure assistir a cap execució, però la seva opinió era que els patriotes haurien de ser afusellats i estar preparats per ser afusellats per ells. Moltes persones després van condemnar la seva visió; M. Charette li va escriure per recomanar més gentilesa; ens vam veure obligats a renunciar als seus consells quan els presos que havíem fet una vegada van tornar més furiosos per lluitar contra nosaltres. Sense educació, però molt valent, el senyor de La Cathelinière tenia les qualitats necessàries per manar als camperols. Vaig veure que la meitat del seu exèrcit es revoltava contra ell; Va ser amb motiu d'un militar anomenat Messin, comandant de la cavalleria a qui va reprimir. Messin, en l'embriaguesa, va treure el seu sabre. M. de La Cathelinière no estava armat: el va agafar pel coll, el va conduir a la seu i el va condemnar a ser afusellat; els habitants de les quatre parròquies es reuneixen per rebre al seu cap, el seu amic, el que els va portar a la victòria; el general, solament enmig d'ells, truca als seus soldats, organitza l'exèrcit a la fila i desarma tots els amotinats; no es va sentir cap resistència. Al moment següent va concedir perdó al culpable i va lliurar armes a cadascun. Aquest tret anuncia l'home fet pel comandament." | » |

- Pierre-Suzanne Lucas de La Championnière -